# Parmové pásmo

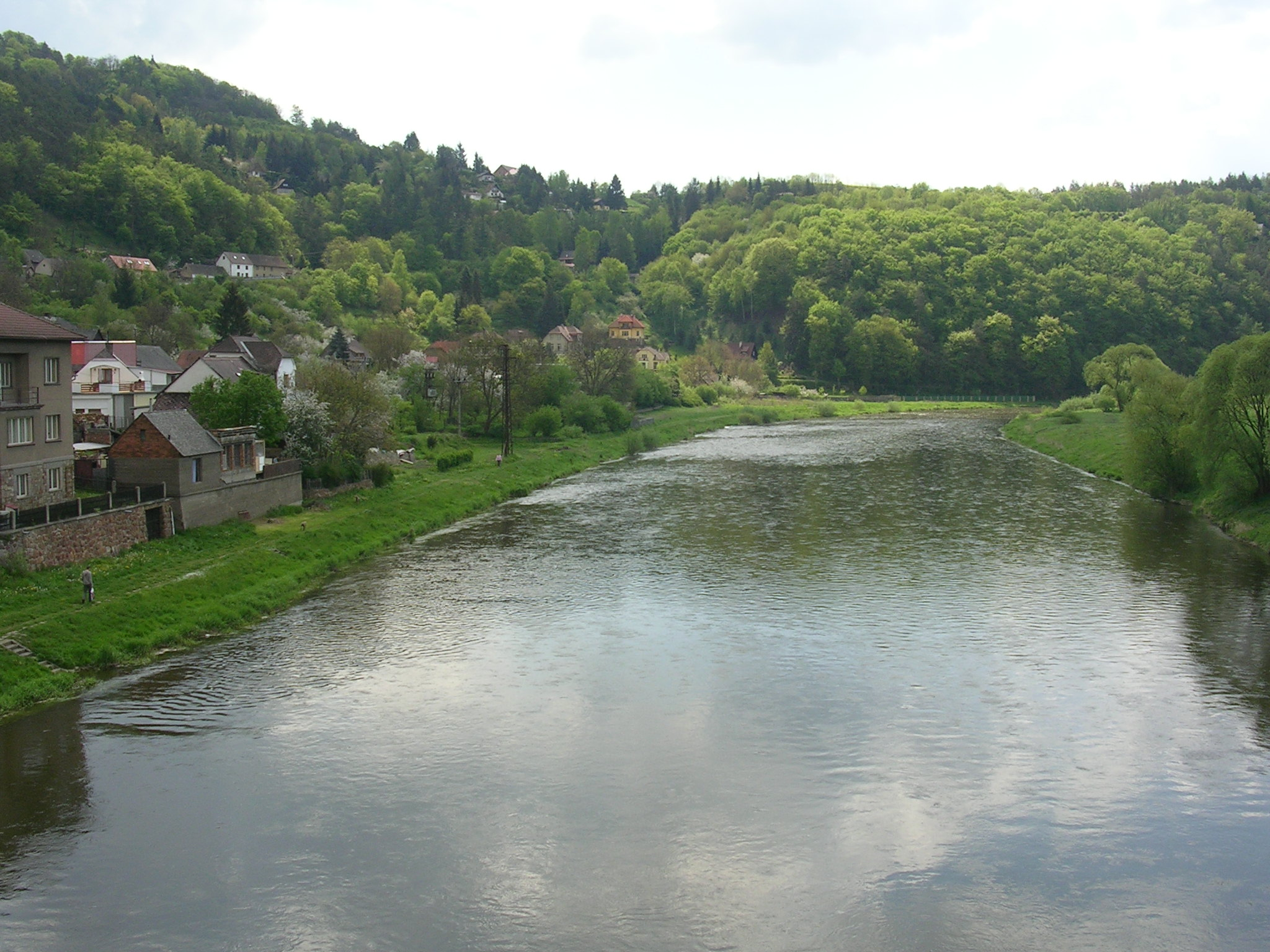
Berounka u Zbečna

Parmové pásmo, epipotamal, je v systému rybích pásem podle profesora Friče horní úsek vodního toku, charakteristický přítomností parmy obecné. 

## Popis biotopu
Navazuje na pásmo lipanové, řeky parmového pásma přechází z hor do nížin, mají zřetelně vymezené řečiště, stejnoměrný, mírný spád a poměrně rychlý, avšak stejnoměrný proud. Dno je štěrkovité až písčité, často se vytváří hluboké tůně s pomalu tekoucí vodou, pohybem štěrku a  písku v proudu se vytvářejí pískové lavice. V blízkosti břehů a v zátočinách se usazuje velké množství sedimentů a toto bahno je zdrojem živin pro množství rostlin, jako je rákos či sítina. Voda obsahuje větší množství organických látek a kalu, což omezuje čirost vody a v některých úsecích nemusí být viditelné dno. Kyslíkové poměry jsou relativně dobré, ale obsah kyslíku kolísá. V zimě, při chladné vodě a v úsecích se silnějším proudění, které víří hladinu, je vysoký, v létě a při znečištění vody je nižší. Teplota vody v létě může stoupnout až na 22 °C.
Porosty vodních rostlin poskytují životní prostředí mnoha druhům bezobratlých živočichů, jako jsou larvy jepic, komárů, muchniček a chrostíků. Vůdčími druhy ryb jsou parma obecná, podoustev říční a ostroretka stěhovavá, dále se v parmovém pásmu vyskytují jelci, mník jednovousý, hrouzek obecný, mřenka mramorovaná, bolen dravý, perlín ostrobřichý, ježdík žlutý, drsek menší i drsek větší, candát obecný či úhoř říční, klidnější úseky obývá okoun říční, plotice obecná či ouklej obecná, parmové pásmo je dále nejvyšším rybím pásmem, ve  kterém již žije kapr obecný.
V těchto vodách žijí jednak ryby litofilní, které se vytírají na štěrkové dno, tak ryby fytofilní, které ukládají jikry do vodních rostlin. Většina ryb parmového pásma se vytírá na jaře, od března do června podle druhu.

## Ryby parmového pásma

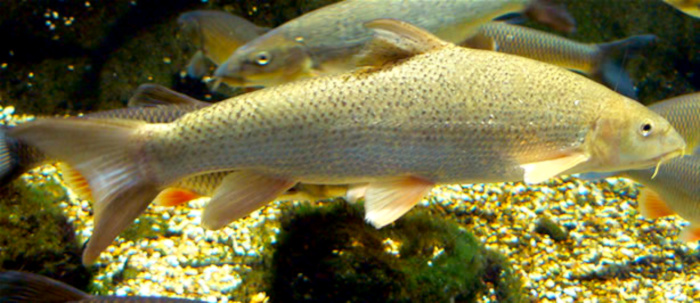
Parma obecná
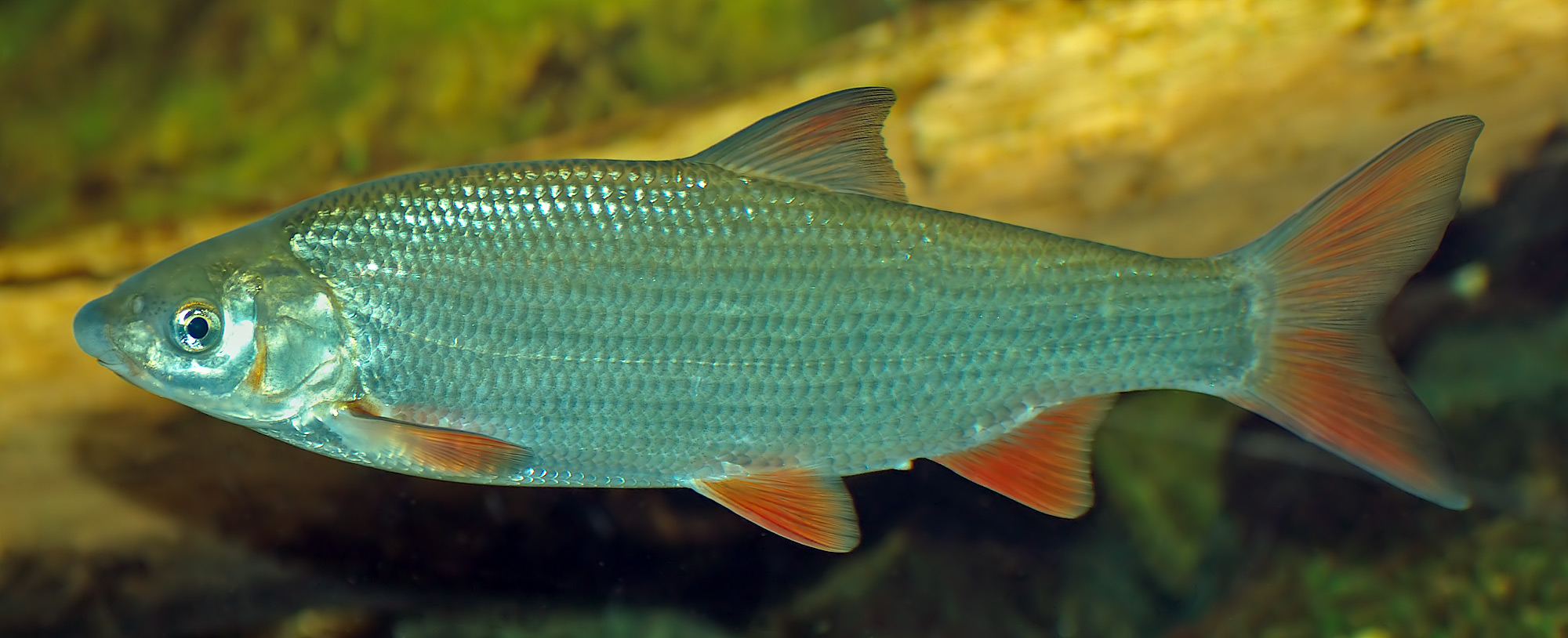
Ostroretka stěhovavá
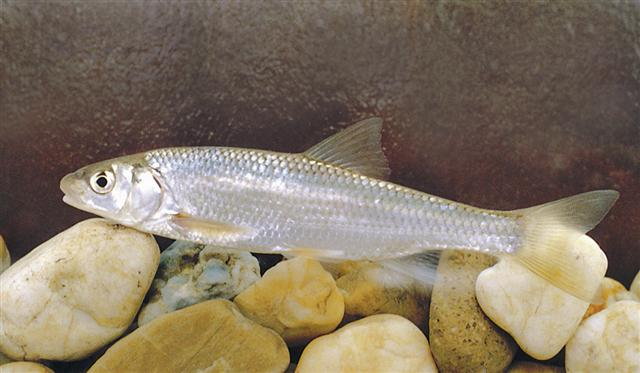
Jelec proudník
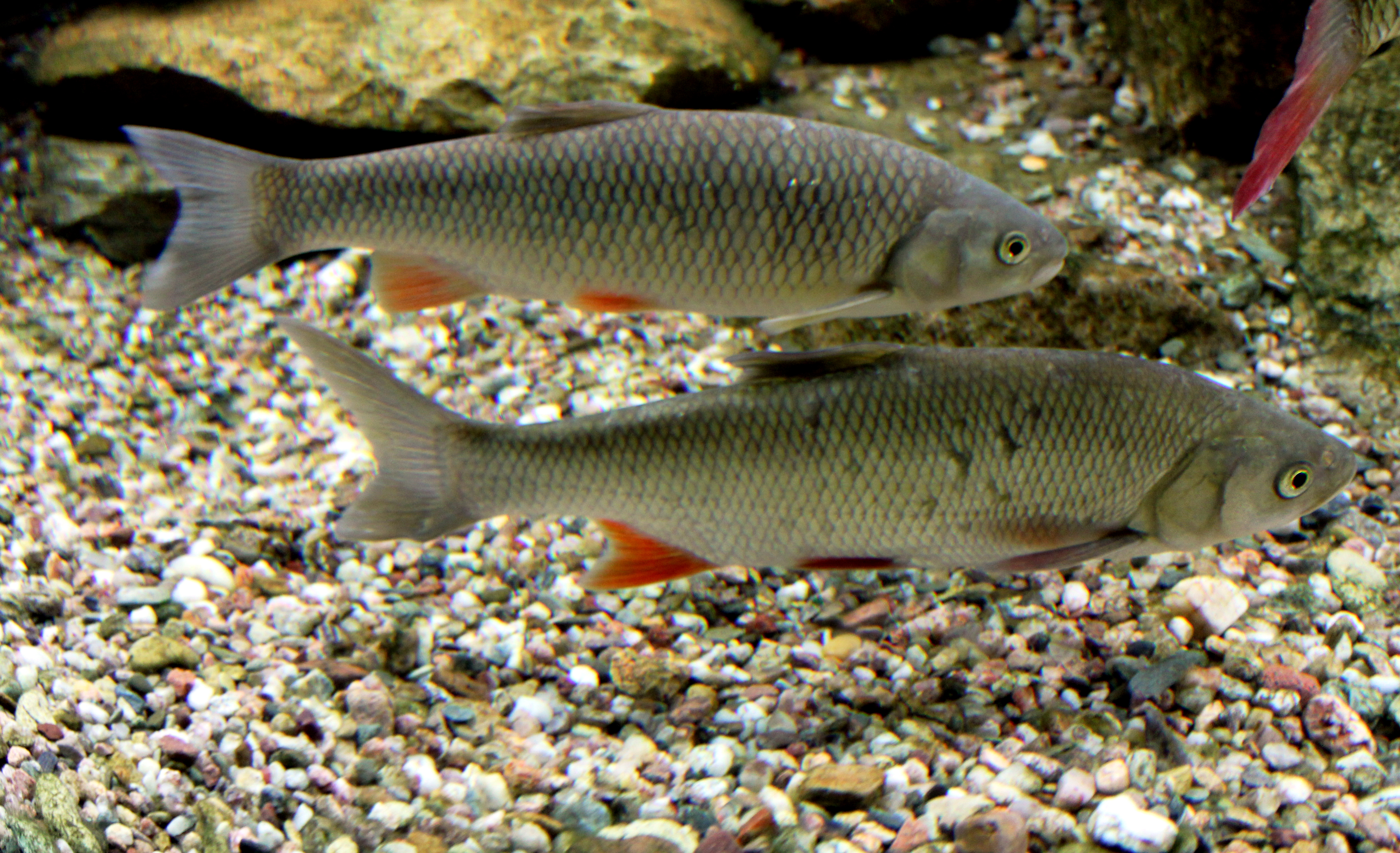
Jelec tloušť
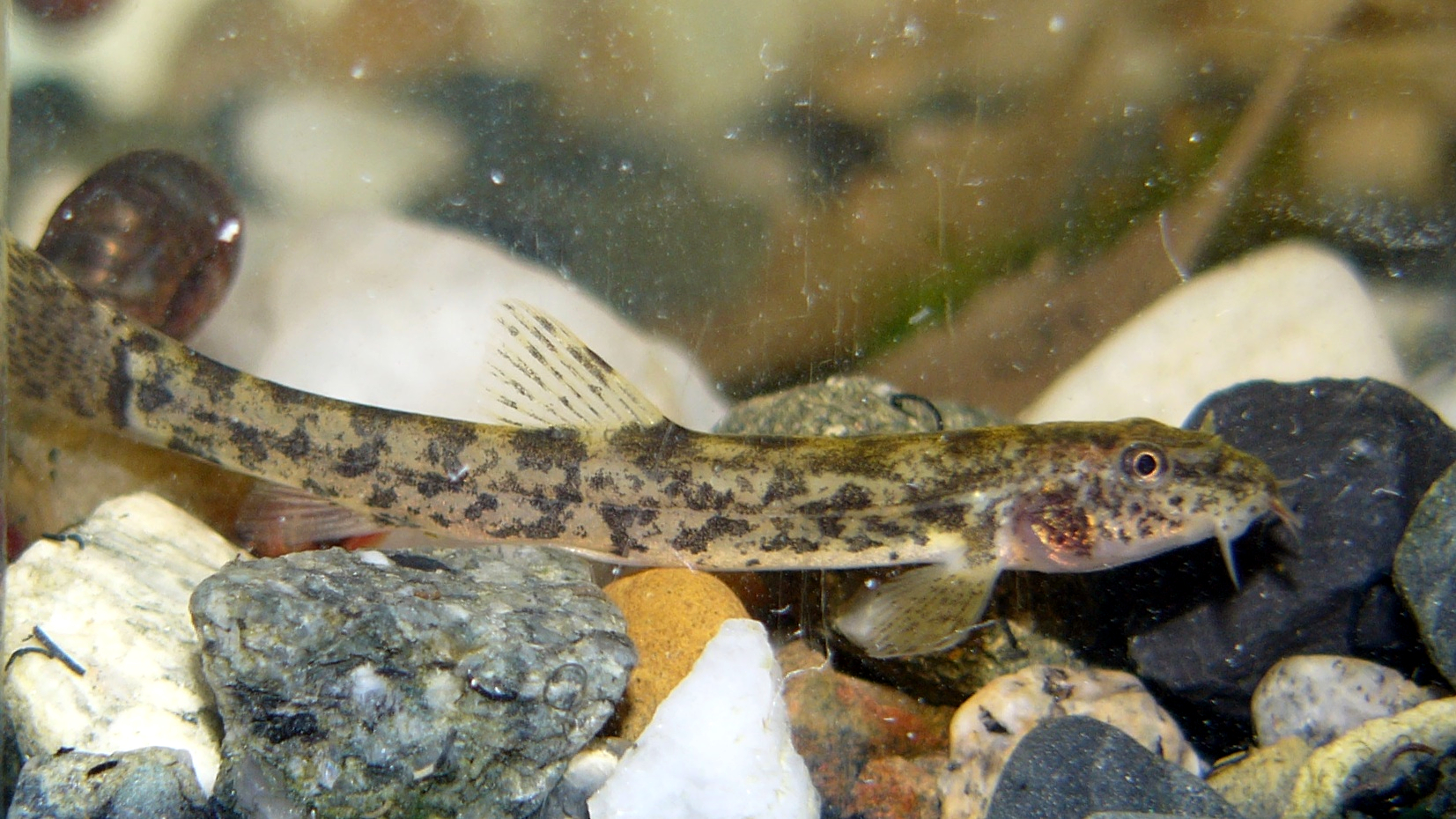
Mřenka mramorovaná
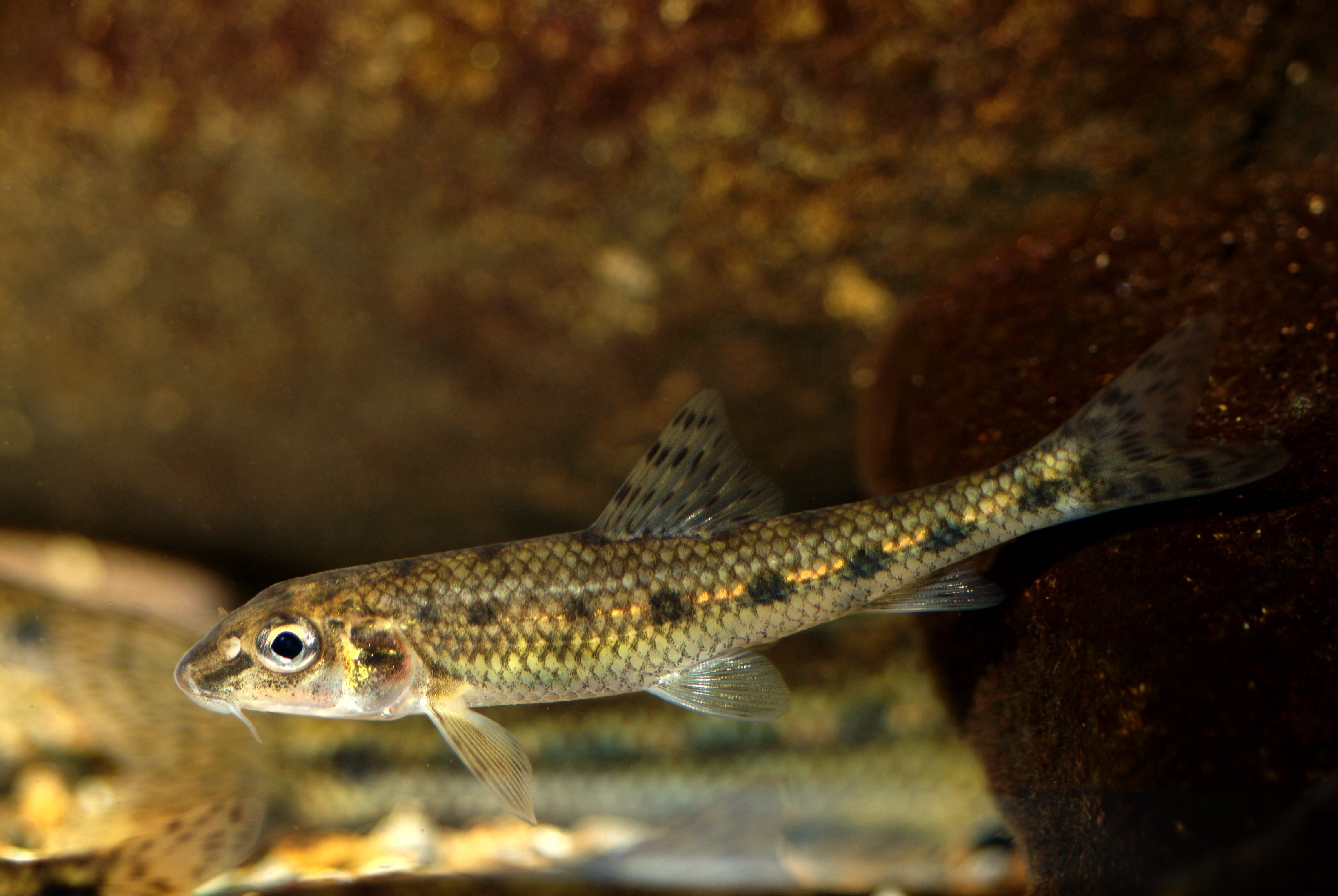
Hrouzek obecný
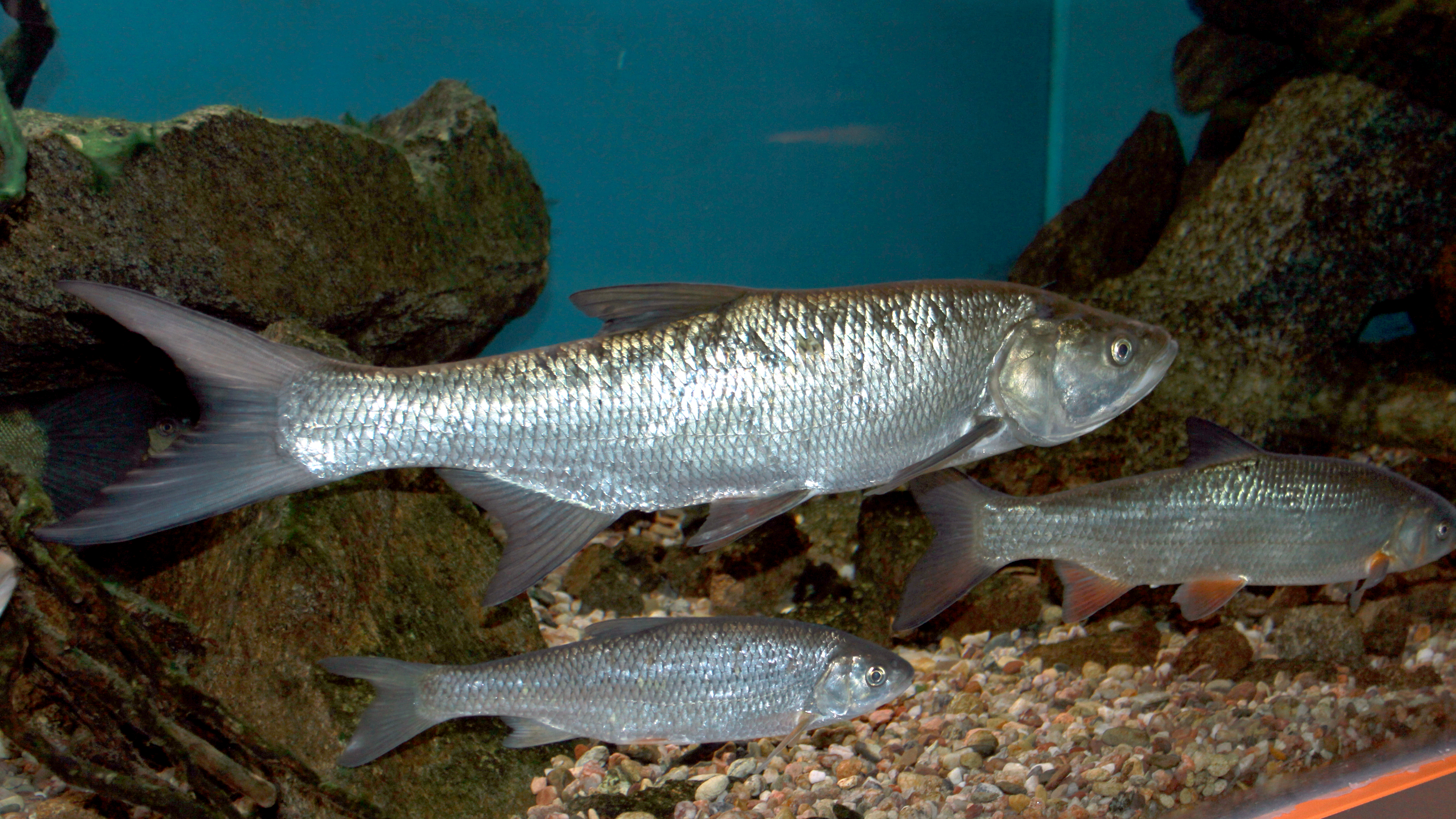
Bolen dravý
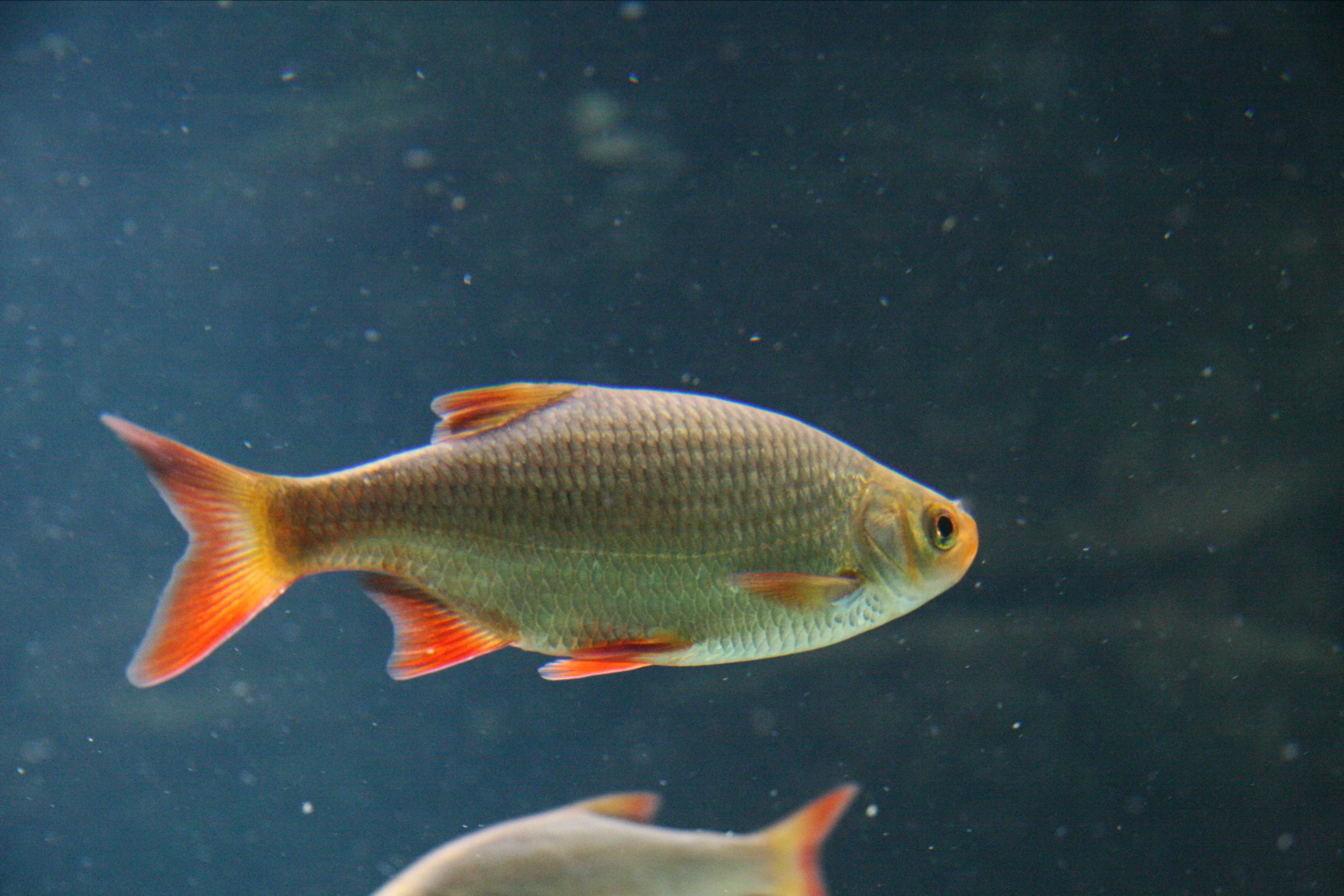
Perlín ostrobřichý
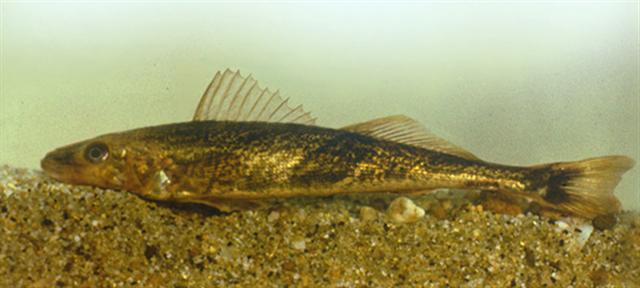
Drsek větší
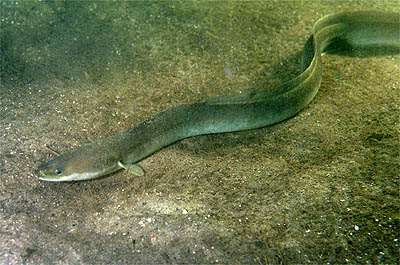
Úhoř říční
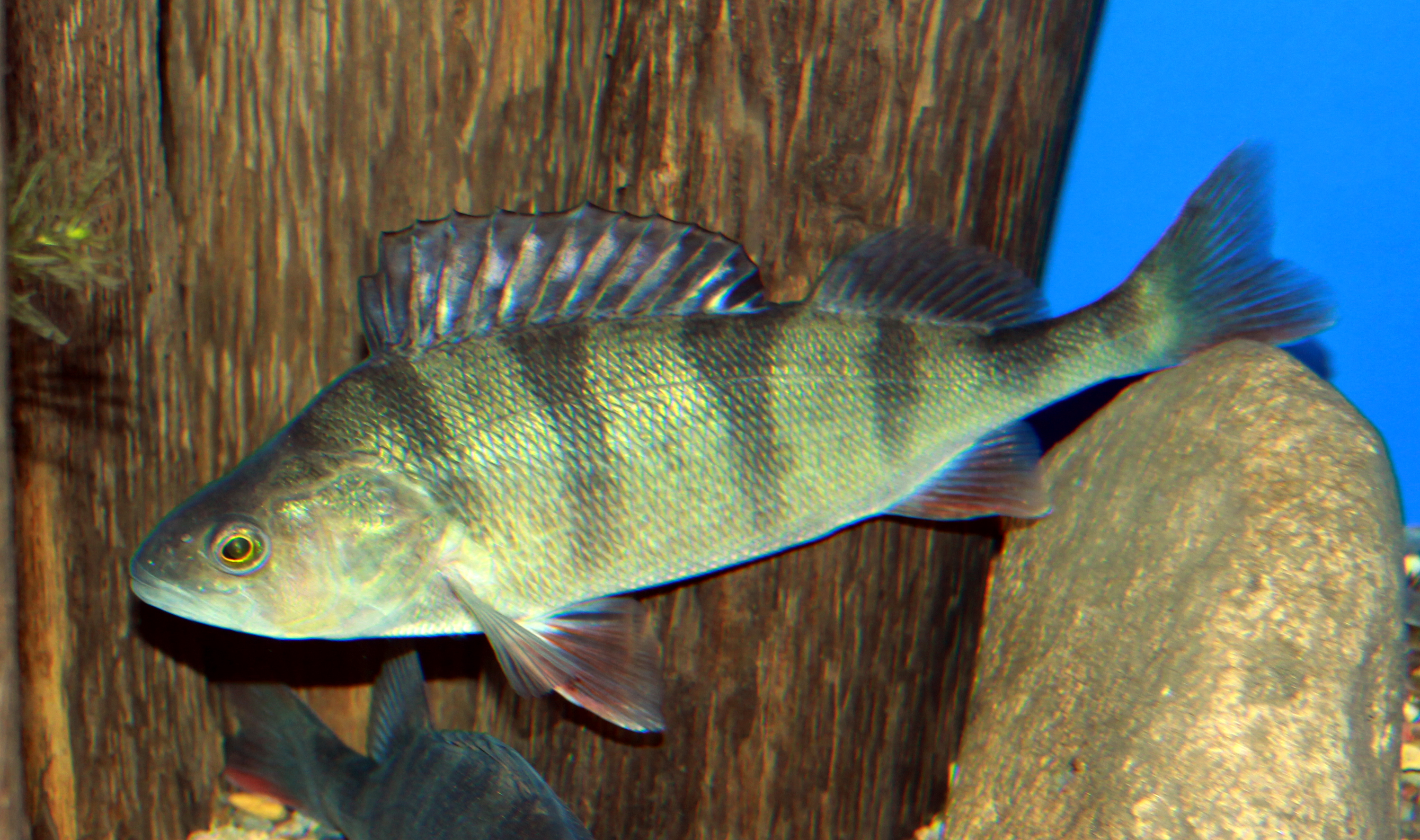
Okoun říční
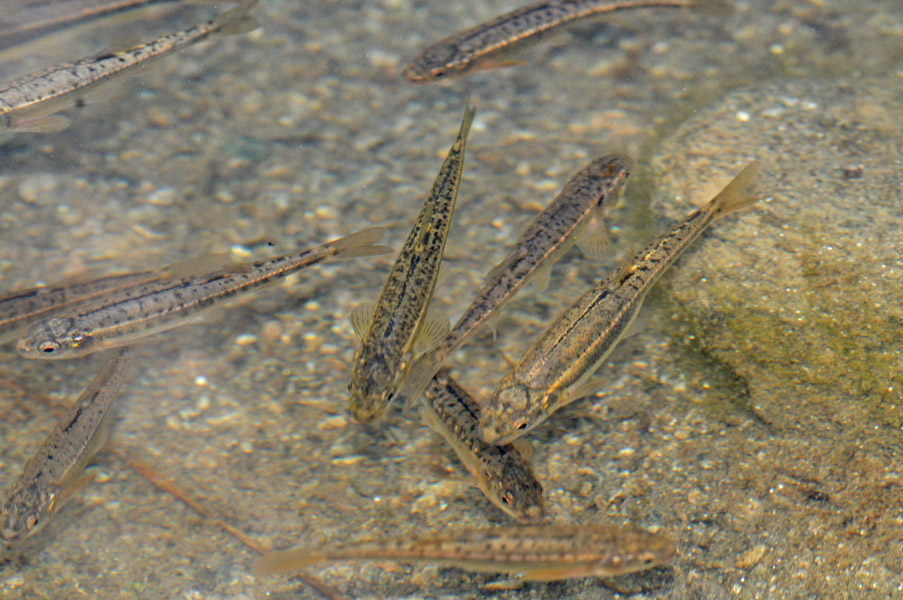
Střevle potoční
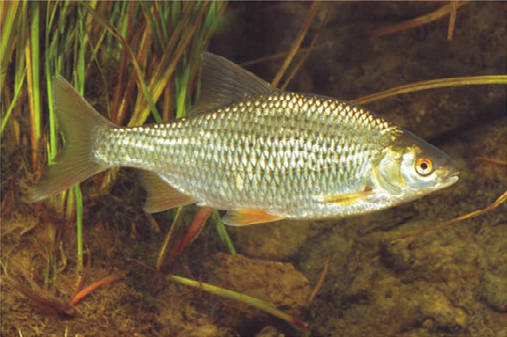
Plotice obecná
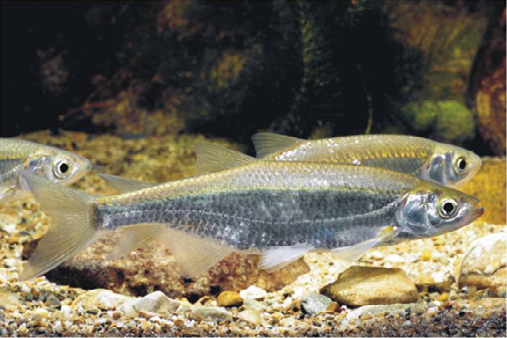
Ouklej obecná